# Małgorzata Stefaniak
Małgorzata Stefaniak – polska kostiumograf filmowa.
Laureatka Nagrody za kostiumy na Festiwalu Polskich Filmów Fabularnych. Członkini Polskiej Akademii Filmowej.

## Wybrana filmografia[1]
kostiumy
- Dom wariatów (1984)
- Kocham kino (1987)
- Ostatni dzwonek (1989)
- Korczak (1990)
- Femina (1990)
- Europa, Europa (1990)
- Pierścionek z orłem w koronie (1992)
- Tato (1995)
- Panna Nikt (1996)
- Sara (1997)
- Złoto dezerterów (1998)
- Prawo ojca (1999)
- Pan Tadeusz (1999)
- Wyrok na Franciszka Kłosa (2000)
- Wiedźmin (2001)

## Nagrody i wyróżnienia
- 1991: Nagroda na Festiwalu Polskich Filmów Fabularnych w Gdyni za kostiumy do filmu Femina[2]
- 2002: nominacja do Polskiej Nagrody Filmowej za kostiumy do filmu Wiedźmin[3]